# Differenciális csigasor
A differenciális csigasor vagy differenciál-csigasor az álló- és mozgócsigákból álló csigasorok azon változata, amely két különböző átmérőjű, egymáshoz erősített állócsigából, egy különálló mozgócsigából, valamint az ezeken végigfutó egyetlen, végtelenített láncból áll.

## Működése

Differenciális csigasor működésének szemléltető ábrája

A mellékelt ábra szemlélteti a differenciális csigasor működési elvét. A felső állású, rögzített és együtt futó állócsigák peremén a visszacsúszást megakadályozó fogazatot képeznek ki, ebbe illeszkedik a lánc. A terhet a mozgócsigához erősítik, s az ennek – gyakran szintén fogazott – peremén is végigvezetett lánc teremti meg a mechanikai kapcsolatot az állócsigákkal. A nagyobb sugarú, rögzített állócsigáról szabadon lógó láncág (1) húzásával párhuzamosan a láncnak a csiga túloldaláról lelógó szakasza (4) megemeli a terhet. Ugyanakkor a kisebbik állócsigára felcsévélődő láncrész (3) visszaereszti a kis állócsiga és a mozgócsiga közötti, terhelt láncágat (2). Tekintve azonban, hogy e láncág (2) süllyedésének mértékét a kisebbik állócsiga sugara határozza meg, az elmarad a nagy sugarú állócsiga által kifejtett emelőhatástól (4), így a teher lassan emelkedik.
A teher megemeléséhez kifejtett kézi erő mértékét a két állócsiga sugarának aránya szabja meg, a következő képlet alapján:
{\displaystyle {\frac {F_{Z}}{F_{L}}}={\frac {1}{2}}\cdot (1-{\frac {r}{R}})}

Másképpen:
{\displaystyle F_{Z}={\frac {F_{L}}{2}}\cdot {\frac {R-r}{R}}}

Más szóval minél nagyobb mértékben tér el egymástól a nagyobbik (R) és a kisebbik állócsiga (r) sugara, annál kisebb erőt kell kifejteni a teher felemeléséhez. Ugyanakkor a kifejtett erővel fordítottan arányos a megtett út hossza. Azaz ha egy 100 newtonos tömeg (FL) megmozdításához 25 newton erőt (FZ) fejtünk ki, a teher 10 centiméteres magasságba (h) emeléséhez 40 centiméter (s) utat kell megtennünk, azaz ennyit kell húznunk a láncon. Az állócsigák egymáshoz közelítő sugármérete esetén tehát az erőkifejtés kicsi, ám az út hosszabb lesz, a munkavégzés tovább tart, hiszen a kisebbik állócsigáról függő láncág (2) süllyedésének mértéke megközelíti a terhet emelő láncrész (4) emelkedését. Az emelőmagasság gyakorlatilag nem lehet hosszabb a lánc egy ágánál, azaz a lánchossz negyedrészénél. 
A differenciális csigasor gyakorlati alkalmazási lehetőségei napjainkban szűkre szabottak, hiszen csak kézi erővel – erőátvitel segítségével – mozgatható terhek kis magasságra történő emelésére használható.

## Története
A differenciál-csigasor egy angol feltaláló, Thomas A. Weston nevéhez fűződik, akinek szabadalma révén 1859-ben Birminghamben indult meg a Weston-féle differenciál-csigasorok (Weston’s differential pulley blocks) gyártása. Az 1862-es londoni világkiállításon is sikerrel szerepelt, s a 19. században nagy népszerűségnek örvendett a találmány. Széles körben alkalmazták bányákban, üzemekben, áruraktárakban, vasúti közlekedésben, vágóhídakon stb., de a 20. század korszerűbb, a kézi erőkifejtést motoros hajtással kiváltó emelőgépei jószerével kiszorították a használatból. Weston találmánya azonban nem volt előzmény nélküli. Hasonló elven működik a hagyományos kínai csörlő és bányacsörlő is (ábrázolásuk), amely két, egymással párhuzamosan futó, eltérő átmérőjű kötéldobra csévéli fel a terhet húzó vagy emelő, horogban végződő kötél egy-egy szárát.